# St. Johannes Nepomuk (Kripp)

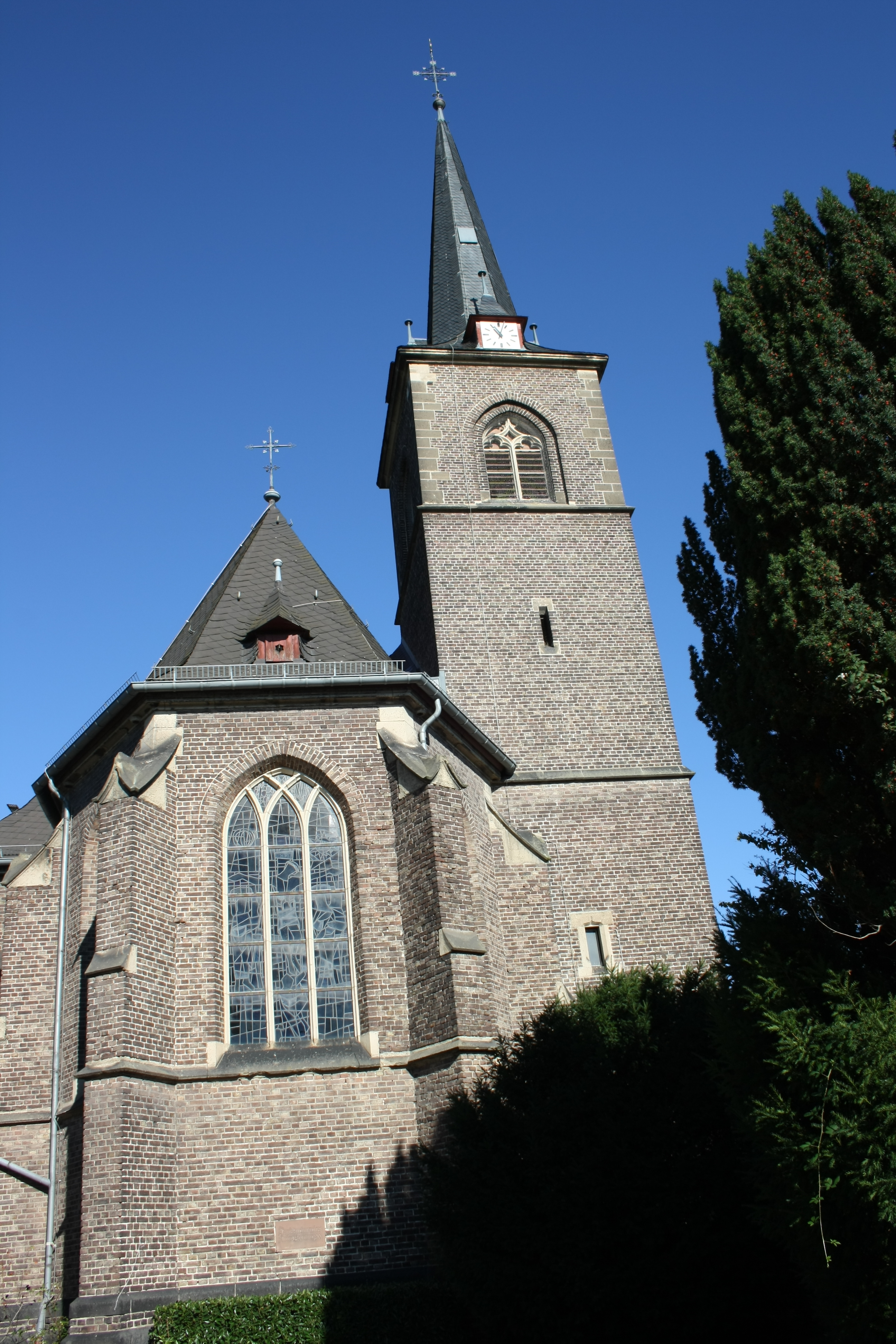
Ansicht des Chors und Turm

St. Johannes Nepomuk in Kripp, einem Stadtteil von Remagen im Kreis Ahrweiler (Rheinland-Pfalz), ist eine römisch-katholische Pfarrkirche, die 1900 bis 1903 errichtet wurde. Die Kirche ist ein geschütztes Kulturdenkmal.

## Geschichte
Die Kapelle von 1769 war zu klein geworden und deshalb wurde nach Plänen des Architekten Caspar Clemens Pickel ein Neubau errichtet. Pickel hat auch den neuen Teil von St. Peter und Paul in Remagen und St. Remigius in Unkelbach erbaut. 
Kripp wurde erst 1918 selbständige Gemeinde und gehörte bis zu diesem Zeitpunkt zur Pfarrei Remagen.

## Architektur
Der im neugotischen Stil errichtete Bau wurde aus Kripper Ziegelsteinen gebaut, denn die Ziegelherstellung war zu dieser Zeit der Haupterwerbszweig in Kripp. Die Kirche ist 28,75 m lang und 17,77 m breit. Man betritt, da es keine Vorhalle gibt, sofort den Kirchenraum, der mit seinen hohen Fenstern lichtdurchflutet ist. Zwei Mittelsäulen teilen den Raum in zwei Schiffe, was eine gute Sicht für alle Gläubigen ermöglicht.
Die ursprünglichen Bleiglasfenster gingen bei einem Bombenangriff im Zweiten Weltkrieg zu Bruch. 1959 wurden nach Entwürfen des Künstlers Jakob Schwarzkopf in der Glasmalerei Binsfeld die heutigen Fenster geschaffen. Die Fenster im Kirchenschiff stellen die Sakramente dar: Taufe, Eucharistie, Firmung, Ehe, Priesterweihe und das Sterbesakrament.

## Ausstattung
Aus der alten Kapelle wurden die barocke Kanzel und die Statue des hl. Johannes Nepomuk, des Schutzpatrons der Kirche, übernommen. Die Altäre wurden nach Entwürfen von Pickel von einem Kripper Kunstschreiner geschnitzt. 
Die Schwarze Madonna aus Lehm ist ein Werk des Bildhauers Adolf Wamper aus Essen. Das Kriegerdenkmal, eine Tafel zur Erinnerung an die im Ersten Weltkrieg Gefallenen, stammt von Ewald Mataré. In den 1990er Jahren wurden der Volksaltar und der Ambo vom Bildhauer Hans Rams aus Niederbreitbach geschaffen. 